# Вилхелм Тел
Вѝлхелм Тел (на немски: Wilhelm Tell; на френски: Guillaume Tell, Гийо̀м Тел, на италиански: Guglielmo Tell, Гулиѐлмо Тел) е легендарен герой от епохата на освободителната война на швейцарския народ против австрийското владичество на Хабсбургите. Според легендата убива Херман Геслер — австрийският управител на Алтдорф, столицата на кантона Ури, с което започва въстание, довело до независимостта на Швейцария.

## Легендата за Вилхелм Тел
Вилхелм Тел е най-големият национален герой на Швейцария. Всичко, което се знае за него е всъщност една легенда, няма нищо доказано. Тази легенда, обаче е добила голяма популярност в цяла Европа. Има също и различни нейни варианти.
Ето най-известния вариант:
Скоро след отварянето на прохода Готард (Gottard Pass), когато Хабсбургите във Виена търсели начин за контрол над кантон Ури, а следователно и над трансалпийската търговия, бил назначен нов управител Херман Геслер (Hermann Gessler).
Гордите планинци от Ури вече се били обединили със съседите си от кантоните Швиц и Нидвалден (Nidvalden), подписвайки споразумение в местността Рютли (Rütli) и обещавайки си да се съпротивляват заедно на австрийското потисничество. Геслер издигнал кол на площада в Алтдорф (Altdorf) и закачил на него шапката си, като заповядал всички които минават покрай кола да му се покланят в знак на уважение. С това преляла чашата на търпението.
Вилхелм Тел – селянин от близкото село Бюргелн (Bürgeln), не бил чул за заповедта, или е решил да я игнорира. Така или иначе, минал покрай кола с шапката, без да се поклони.
Геслер заловил Тел, който бил известен като добър стрелец и му наложил изпитание. Заповядал му да стреля с арбалета си по ябълка, поставена на главата на сина му. Ако улучел ябълката, щял да бъде пуснат, но ако не успеел, или откажел той и синът му щели да бъдат убити.
Ръцете на момчето били завързани. Тел поставил една стрела в колана си и една заредил в арбалета, прицелил се стрелял и улучил ябълката. Геслер – впечатлен и разгневен, – попитал за какво е втората стрела. Тел го погледнал в очите и отговорил, че ако първата стрела поразяла сина му, втората щяла да порази Геслер.
За тази дързост Тел бил арестуван и осъден на доживотен затвор в тъмниците на замъка на Геслер в Кюснахт (Küssnacht), намиращ се на североизток от Люцерн.
За тази цел трябвало да преплуват езерото с лодка, а това в онези времена е било трудно. По време на дългото пътуване силна буря се развихрила над езерото и австрийските гребци, които не го познавали, започнали да молят Геслер да освободи Тел, за да ги насочва към безопасен залив. Геслер отстъпил и Тел умело повел, маневрирайки с лодката близо до брега, скочил върху една плоска скала (Tellsplatte) и едновременно с това бутнал лодката обратно в бурните води.
Твърдо решен да довърши започнатото, използвайки втората стрела, той поел към Кюснахт.
Геслер и спътниците му, успели все пак да акостират и вървели по тъмна алея, наречена Холегасе (Hohlegasse), по пътя към замъка. Тел изскочил от тъмнината, изстрелял стрелата в главата на тиранина и изчезнал отново в гората, за да се върне в Ури.
Неговите другари били вдъхновени от храбростта на Тел и отхвърлили игото на Хабсбургите над земите си, за да останат свободни завинаги.